# USS Des Moines (CA-134)
USS Des Moines (CA-134) là một tàu tuần dương hạng nặng của Hải quân Hoa Kỳ được đưa ra hoạt động sau Chiến tranh Thế giới thứ hai, là chiếc dẫn đầu của lớp tàu tuần dương mang tên nó. Nó chỉ phục vụ thuần túy tại khu vực Đại Tây Dương và Địa Trung Hải cho đến khi ngừng hoạt động vào năm 1961 và bị tháo dỡ vào năm 2006.

## Thiết kế và chế tạo
Là chiếc tàu chiến thứ hai của Hải quân Mỹ được đặt tên theo thành phố thủ phủ của tiểu bang Iowa, Des Moines được đặt lườn vào ngày 28 tháng 5 năm 1945 tại xưởng tàu Fore River của hãng Bethlehem Steel Company tại Quincy, Massachusetts. Nó được hạ thủy vào ngày 27 tháng 9 năm 1946; được đỡ đầu bởi Bà E. T. Meredith, Jr.; và được đưa ra hoạt động vào ngày 16 tháng 11 năm 1948 dưới quyền chỉ huy của Thuyền trưởng, Đại tá Hải quân A. D. Chandler. Nó trở thành chiếc đầu tiên trong lớp của nó mang theo kiểu máy bay trực thăng đa dụng Sikorsky HO3S-1 thay cho những thủy phi cơ.

## Lịch sử hoạt động
Trong một loạt các hoạt động được vạch ra nhằm duy trì tình trạng sẵn sàng của Hải quân đáp ứng nhu cầu liên tục về phòng thủ và thực thi chính sách ngoại giao, Des Moines khởi hành từ cảng nhà của nó tại Newport, Rhode Island; và từ năm 1950 tại Norfolk, Virginia cho mọi loại hoạt động tại vùng biển Caribbe, dọc theo bờ Đông Hoa Kỳ, tại Địa Trung Hải cũng như tại vùng biển Bắc Đại Tây Dương. Hàng năm từ năm 1949 đến năm 1957, nó đều được điều đến Địa Trung Hải, nơi nó đã phục vụ trong bảy năm đầu tiên như là soái hạm của Hạm đội Đặc nhiệm 6 (trở thành Đệ Lục hạm đội từ năm 1950). Vào năm 1952 và hàng năm từ năm 1954 đến năm 1957, nó đưa học viên sĩ quan của Học viện Hải quân Hoa Kỳ tham gia các chuyến đi huấn luyện mùa Hè, đã vượt Đại Tây Dương đến các cảng Bắc Âu trong bốn chuyến đi đầu tiên. Nó cũng đi đến Bắc Âu trong các cuộc tập trận Mainbrace của khối NATO vào các năm 1952, 1953 và 1955. Vào ngày 18 tháng 2 năm 1958, nó rời Norfolk cho một lượt bố trí khác đến Địa Trung Hải, lần này trong vai trò soái hạm của Đệ Lục hạm đội cho đến tháng 7 năm 1961 khi nó được cho ngừng hoạt động và rút về lực lượng dự bị.
Thông qua những hoạt động tại Địa Trung Hải, Des Moines góp phần đáng kể vào thành công của Đệ Lục hạm đội đại diện cho sức mạnh và quyền lợi của Mỹ tại các nước phía Nam châu Âu, Bắc Phi và Cận Đông. Chiếc tàu tuần dương đã tham gia các cuộc tập trận của khối NATO tại Địa Trung Hải; viếng thăm các cảng ít được lui tới của Nam Tư: Rijeka vào tháng 12 năm 1950 và Dubrovnik vào tháng 5 năm 1960, cũng như nhiều cảng khác như một phần của hoạt động thường xuyên. Nó đã tuần tra tại khu vực Đông Đại Tây Dương trong bối cảnh của cuộc khủng hoảng kênh đào Suez năm 1956; và đã phục vụ trong vai trò tuần tra và là trung tâm hành quân của các lực lượng Hoa Kỳ trong vụ khủng hoảng Li-băng năm 1958.
Sau khi ngừng hoạt động vào năm 1961, Des Moines bị bỏ không tại South Boston và sau đó là tại Philadelphia cho đến năm 2006. Nó được rút khỏi danh sách Đăng bạ Hải quân vào ngày 9 tháng 7 năm 1991. Sau khi một nỗ lực vận động nhằm chuyển nó thành một tàu bảo tàng tại Milwaukee, Wisconsin bị thất bại, Des Moines được cho kéo đến Brownsville, Texas để tháo dỡ, và đến nơi vào ngày 7 tháng 9 năm 2006. Đến tháng 7 năm 2007, việc tháo dỡ nó hoàn tất. Hai trong số các tháp pháo 127 mm (5 inch)/38 caliber nòng đôi của nó được trao tặng cho Bảo tàng USS Lexington tại Corpus Christi, Texas, nơi chúng được trưng bày.

## Phần thưởng[2]
|  |  | Bronze star |

| Huân chương Phục vụ Chiếm đóng Hải quân | Huân chương Phục vụ Phòng vệ Quốc gia | Huân chương Viễn chinh Lực lượng Vũ trang |